# Stipa kempirica
Stipa kempirica là một loài thực vật có hoa trong họ Hòa thảo. Loài này được Kotukhov miêu tả khoa học đầu tiên năm 1994.